# بوهارني (بوهاني)
بوهارني هو دُوَّار يقع بجماعة بني ڭرفط، إقليم العرائش، جهة طنجة تطوان الحسيمة في المملكة المغربية. ينتمي الدوّار لمشيخة بوهاني التي تضم 3 دواوير. يقدر عدد سكانه بـ 995 نسمة حسب الإحصاء الرسمي للسكان والسكنى لسنة 2004.

## روابط خارجية
- البوابة الوطنية للجماعات الترابية نسخة محفوظة 12 مارس 2018 على موقع واي باك مشين.
- المندوبية السامية للتخطيط